# Boten Anna (singel Gebroeders Ko)
"Boten Anna" – cover utworu Basshuntera – "Boten Anna", wykonywany przez holenderski zespół Gebroeders Ko.

## Lista utworów
- CD singel, CD Maxi (14 lipca 2006)[1]

1. "Boten Anna" – 3:17
2. "Boten Anna" (Lange Boot Versie) – 4:45
3. "Severnavl" – 2:49

- CD singel (14 lipca 2006)[2]

1. "Boten Anna" – 3:17
2. "Boten Anna" (Lange Boot Versie) – 4:45

## Notowania na listach przebojów
| Kraj              | Lista (2006/2007)   | Najwyższa pozycja |
| ----------------- | ------------------- | ----------------- |
| Holandia          | Single Top 100      | 3                 |
| Belgia (Flandria) | Ultratop 50 Singles | 8                 |